# Крах імперії
«Крах імперії» (рос. «Крушение империи») — радянський чорно-білий історико-революційний фільм, поставлений на кіностудії  «Білорусьфільм» в 1970 році режисером  Володимиром Корш-Сабліним і режисером-співпостановником  Миколою Калініним за мотивами однойменного роману  Михайла Козакова.

## Сюжет
1917 рік. Переддень Жовтневої революції. Повернувся в Петербург із заслання більшовик Ваулін (Микола Емеменко-старший), незважаючи на переслідування поліції, включається в революційну боротьбу…

## У ролях
- Микола Єременко —  більшовик Ваулін
- Зінаїда Кирієнко —  Катя Вауліна, дружина
- Євген Самойлов —  Сава Абрамович
- Анатолій Соловйов —  Скороходов
- Тамара Коновалова —  Тоня
- Володимир Бєлокуров —  швець Кучеров
- Андрій Вертоградов —  Геннадій
- Леонід Кміт —  матрос
- Віктор Тарасов —  Микола II
- Владислав Стржельчик —  міністр Протопопов
- Сергій Карнович-Валуа —  граф Фредерікс
- Кузьма Кулаков —  генерал Алексєєв
- Володимир Махов —  адмірал Нілов
- Олексій Грибов —  генерал-жандарм Глобусов
- Микола Крюков —  генерал Хабалов
- Дмитро Масанов —  генерал Іванов
- Фелікс Ейнас —  Кандуша
- Сергій Говор-Бондаренко —  генерал Балк
- Павло Панков —  Родзянко
- Борис Клюєв —  Шульгін
- Федір Нікітін —  Мілюков
- Михайло Волков —  Керенський
- Володимир Балашов —  Гучков
- Михайло Васильєв —  Марков
- Степан Бірілло —  Протопович

## Знімальна група
- Сценарій —  Михайло Блейман,  Микола Коварський,  Михайло Козаков
- Постановка —  Володимира Корш-Саблін
- Режисер-співпостановник —  Микола Калінін
- Головний оператор —  Ігор Ремішевський
- Художник-постановник —  Юрій Альбицький
- Композитор — Володимир Чередниченко